# Vierseithof (Luckenwalde)

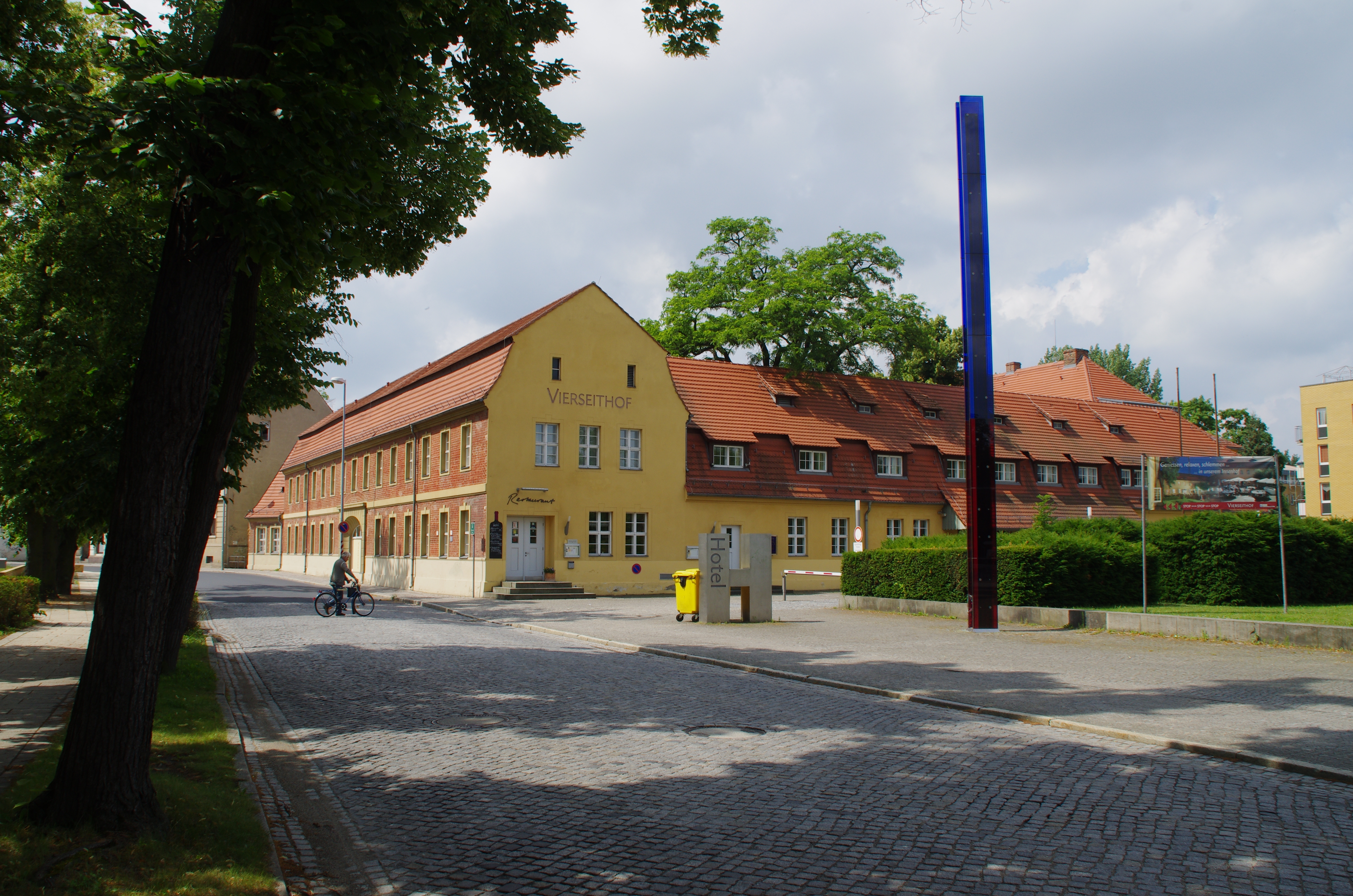
Vierseithof

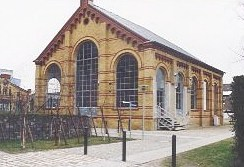
Kunsthalle

Der Vierseithof ist ein denkmalgeschütztes Bauwerk in Luckenwalde, der Kreisstadt des Landkreises Teltow-Fläming in Brandenburg. Er befindet sich an der Straße Am Haag 19/20.

## Geschichte
Im 18. Jahrhundert kam es in Gera zu einem Großbrand, bei dem die Arbeitsplätze von über 200 Zeugmachern zerstört wurden. Friedrichs II. von Preußen hatte die Idee, die Handwerker in seine Region zu locken, um damit die bislang in der Mark Brandenburg noch vergleichsweise unbekannte Zeugweberei einzuführen. Gleichzeitig wollte er sich damit das Absatzgebiet in der Region um Gera sichern.
Friedrich II. ließ daher in Luckenwalde in den Jahren 1780 bis 1785 die „Große Fabrik“ errichten und stellte den Webern Webstühle und Wohnraum zur Verfügung. Er verpflichtete den Verleger Thomas de Vins, die Weber mit Rohstoffen zu versorgen. Der Plan ging jedoch nicht auf: Durch Fehler in der Produktion musste die Fabrik versteigert werden. Der Luckenwalder Tuchmacher Gottlieb Busse erwarb die Produktionsstätte, die sein Schwiegersohn von Carl später übernahm. 1853 ging sie in das Eigentum der Tannenbaum, Pariser & Co. über. Sie führte das Unternehmen bis zur Weltwirtschaftskrise im Jahr 1929 weiter. In den folgenden Jahrzehnten wurde die Substanz der Großen Fabrik fortlaufend zerstört.
Unter den Gebäuden, die erhalten geblieben sind, befindet sich der Vierseithof. Er entstand in den Jahren 1782 bis 1785 als barockes Herrenhaus mit einer Fabrik und einer Wohnanlage. Dessen Struktur blieb weitgehend unverändert und wurde in den Jahren 1994 bis 1997 restauriert. Bei Sanierungsarbeiten in der Weberstube fanden Experten eine originale preußische Kappendecke. Das Gebäude wird im 21. Jahrhundert als Hotel genutzt. Die ehemalige Turbinenhalle dient seit 1997 als Kunsthalle. Die Kunsthalle wurde am Abend des 13. Dezember 2022 durch einen Brand zerstört.